# Mario and Luigi: Paper Jam Bros.
Mario and Luigi: Paper Jam Bros., connu sous le titre Mario and Luigi: Paper Jam en Amérique du Nord et Mario and Luigi RPG Paper Mario Mix (マリオ＆ルイージRPG ペーパーマリオMIX) au Japon, est un jeu vidéo de rôle développé par AlphaDream et édité par Nintendo, dévoilé à l'occasion de l'E3 2015. Il s'agit du cinquième volet de la série Mario and Luigi et la suite de Mario and Luigi: Dream Team Bros.. Il est sorti en décembre 2015 au Japon, en Europe et en Australie,, et en janvier 2016 en Amérique du Nord.
Cet opus présente la particularité de réunir les personnages de la série Mario and Luigi avec leur version en papier de la série Paper Mario. Le joueur incarne trois personnages en même temps : Mario, Luigi et Mario de papier.

## Synopsis
En tentant de réparer un trou dans le mur du grenier du château de la Princesse Peach, Luigi fait accidentellement tomber un livre mystérieux d'une bibliothèque, à cause de la poussière qui l'a fait éternuer. Ce livre, qui contenait l'univers de Mario de Papier, s'ouvre alors en deux et libère, dans un faisceau de lumière, d'innombrables êtres de papier éparpillés à travers le Royaume Champignon. Des Toad de papier se retrouvent dans un monde qui leur est inconnu, les troupes de Bowser recrutent leurs homologues de papier et agrandissent leur armée, et c'est la panique au château. Le calme revient lorsque la Princesse Peach de papier se présente à nos héros. Mais le pire est à craindre: les 2 Bowsers se rencontrent, chacun ayant la même armée. Après des débuts difficiles, unissent leurs forces pour tenter de venir à bout de Mario et Luigi.

Dans ce jeu, il y a plusieurs zones différentes : 

- le château de Peach

- la plaine (où le premier boss, "Flora Piranha" fait son apparition; plus tard, ce sera le tour de "Flora Piranha de papier")

- le désert (avec comme boss "Pokey" et "Pokey de papier")

- la galerie sous-marine (située sous le sable du désert, avec en boss 4 des "terreurs de Bowser" : 2 lors de la première visite et les 2 autres à la 2ème visite)

- la plage (le boss étant "Bill Dozer", qui apparait un peu plus tard dans l'aventure)

- la forêt (avec comme boss "Wiggler Furibard")

- le mont Faipâcho (le boss étant "Roi Bob-omb", qu'on affronte à la deuxième visite)

- le côté hanté de la forêt (le boss étant le Roi Boo)

- le château de Bowser (où l'on affronte "Bowser Jr." et "Bowser Jr. de papier"

- le château volant de Bowser (avec en boss "Kamek", "Kamek de papier", "les 7 Terreurs de Bowser", "Bowser", "Bowser de papier" et "Bowser en armure de papier et carton", qui est la fusion des deux Bowser)

## Système de jeu
Le jeu se déroule en deux parties : une partie en temps réel où l'on contrôle les trois personnages et une partie en tour par tour lors des combats.
Différemment aux autres opus, les personnages peuvent courir. Différemment aux badges lors des combats dans les autres opus, cet opus recueille des cartes qui ont des effets ou attaques spéciales que le joueur utilise en prenant des points étoiles que le joueur gagne en faisant d'excellents coups. Il peut aussi utiliser des Amiibo pour créer des cartes spéciales.